# Иманбаева, Айгуль Сериккуловна
Айгуль Сериккуловна Иманбаева (каз. Айгүл Серікқұлқызы Иманбаева, род. 15 марта 1977; Кордайский район, Жамбылская область, Казахская ССР) — казахстанская эстрадная певица, «заслуженный деятель Казахстана (2015). Лауреат государственной премии Дарын» (2006).

## Биография
Родилась 15 марта в 1977 году. Уроженка село Кенен, Кордайского района, Жамбылской области. В 1998 году окончила Казахский государственный академический театр для детей и юношества имени Г. Мусрепова.

## Карьера
В 1994 году поступила в театральное отделение Национальный академии искусств имени Т. Жургенова;
В 1998 году окончив академию, начала творческую карьеру преподавателем в эстрадно-цирковом колледже имени Ж. Елебекова. Занимала преподавательскую должность в консерватории им. Курмангазы.
В 1999 году начала карьеру на эстраде. Её песня «Таңғы елес» завоевала место в сердце народа.
С 1999 года работает актрисой в академическом театре им. Г. Мусрепова.
В 2002 году поступила на факультет «журналистики» Казахского Нациионального университета им. Аль-Фараби.
В 2001 году с открытием передачи «Ұят болмасын» на телеканале «Хабар» работала ведущей, играла в образе невестки.
В 2001 году на первом Республиканском конкурсе юмора удостоилась главного Приза, ставила пародии на певцов.
В 2005 году сыграла образ матери главы государства в фильме «Сүйінші», снятом агентством «Хабар».
В 2006 году получила Государственную премию молодежи «Дарын». В том же году провела первый сольный отчетный концерт под названием «Таңғы елес». Снялась в видеоклипах на песни: «Жаным», «Махаббат мұңы», «Таңғы елес 1», «Мен ғашық өмір», «Үмітім менің», «Шарайна», «Әдемі қыз», «Таңғы елес 2».
В театре играла различные главные и интересные роли: Жибек в спектакле «Қыз Жібек», Газизу в «Пай, пай, жас жұбайлар ай» , Гульжан в «Таланған тағдыр», Алму в «Алма бағы», Клару в «Көгілдір такси», Акмарал в «Желтоқсан желі» и многие другие.

## Награды
- Обладатель главного Приза конкурса «Қазақ әндері» в рамках международного конкурса «Азия дауысы» (2004);
- Лауреат VIII Международного конкурса «Discovery», который прошёл в Болгарии, 2001 год;
- 2006 — Государственная молодёжная премия «Дарын» в номинации эстрада.
- 2015 — Указом Президента Республики Казахстан от 23 августа 2015 года награждена почётным званием «Заслуженный деятель Республики Казахстан» (каз. Қазақстанның еңбек сіңірген қайраткері)[2]